# Sida rhombifolia
Sida rhombifolia es una especie de planta con flores perteneciente a la familia de las malváceas.

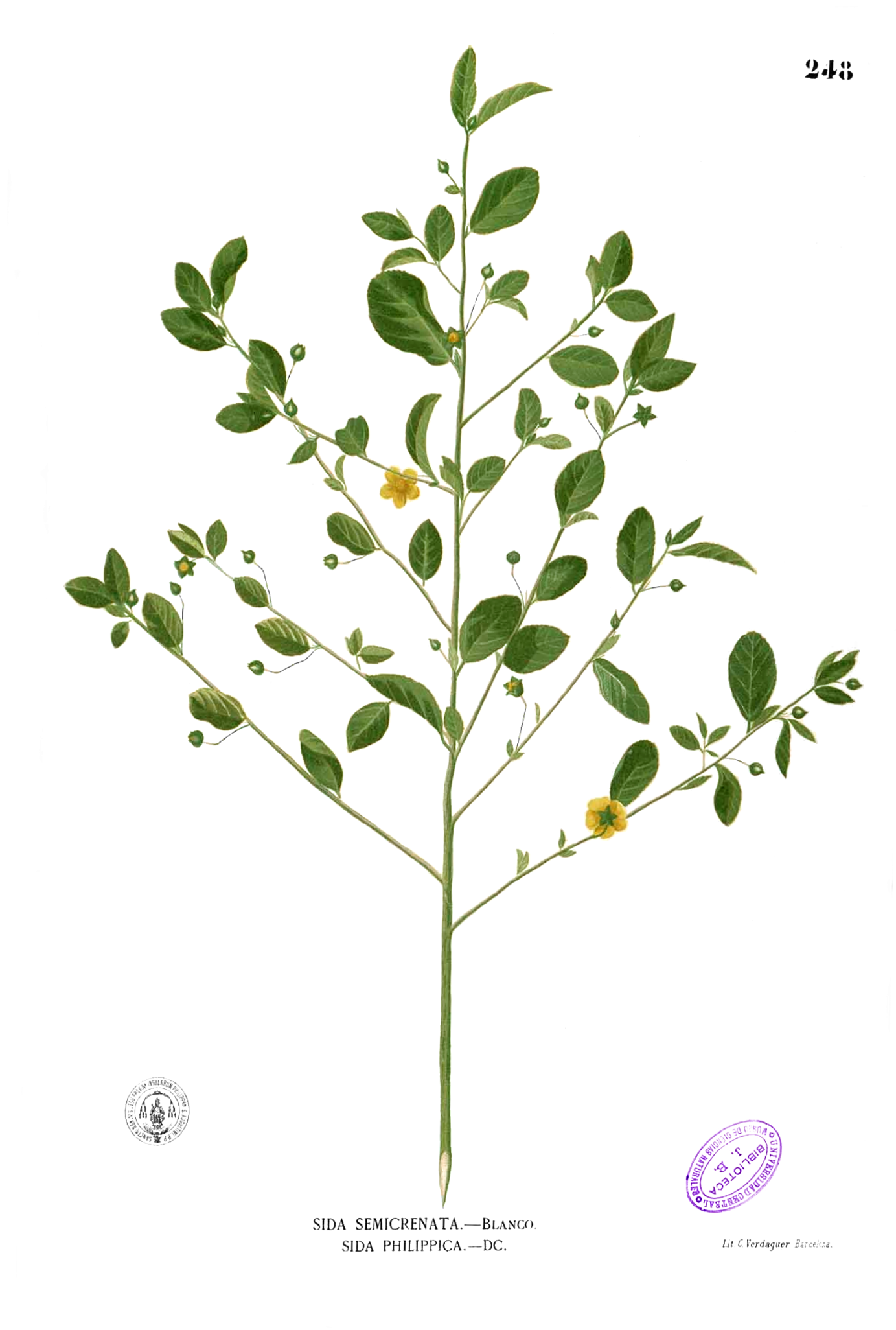
Ilustración

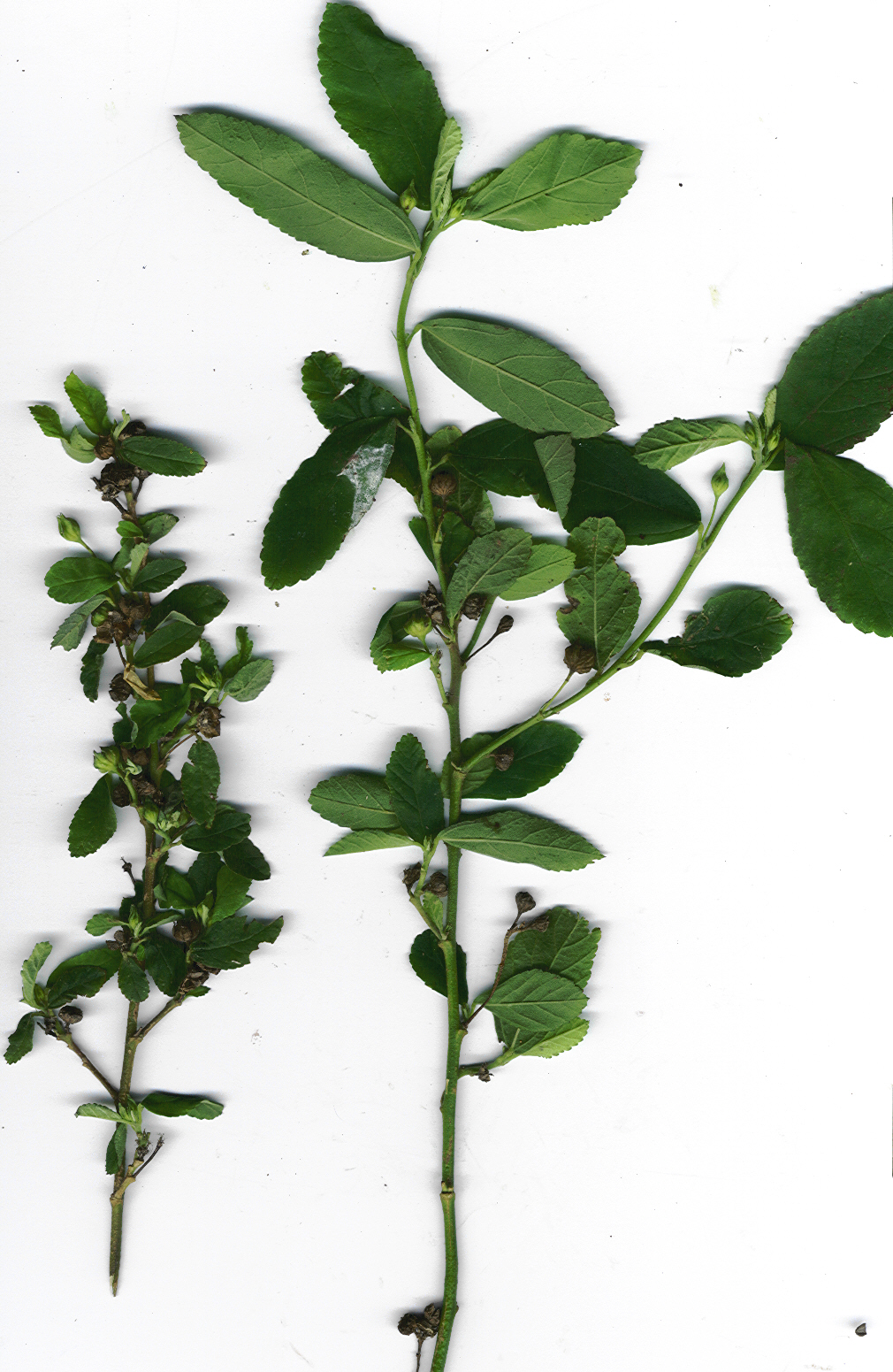
Vista de la planta

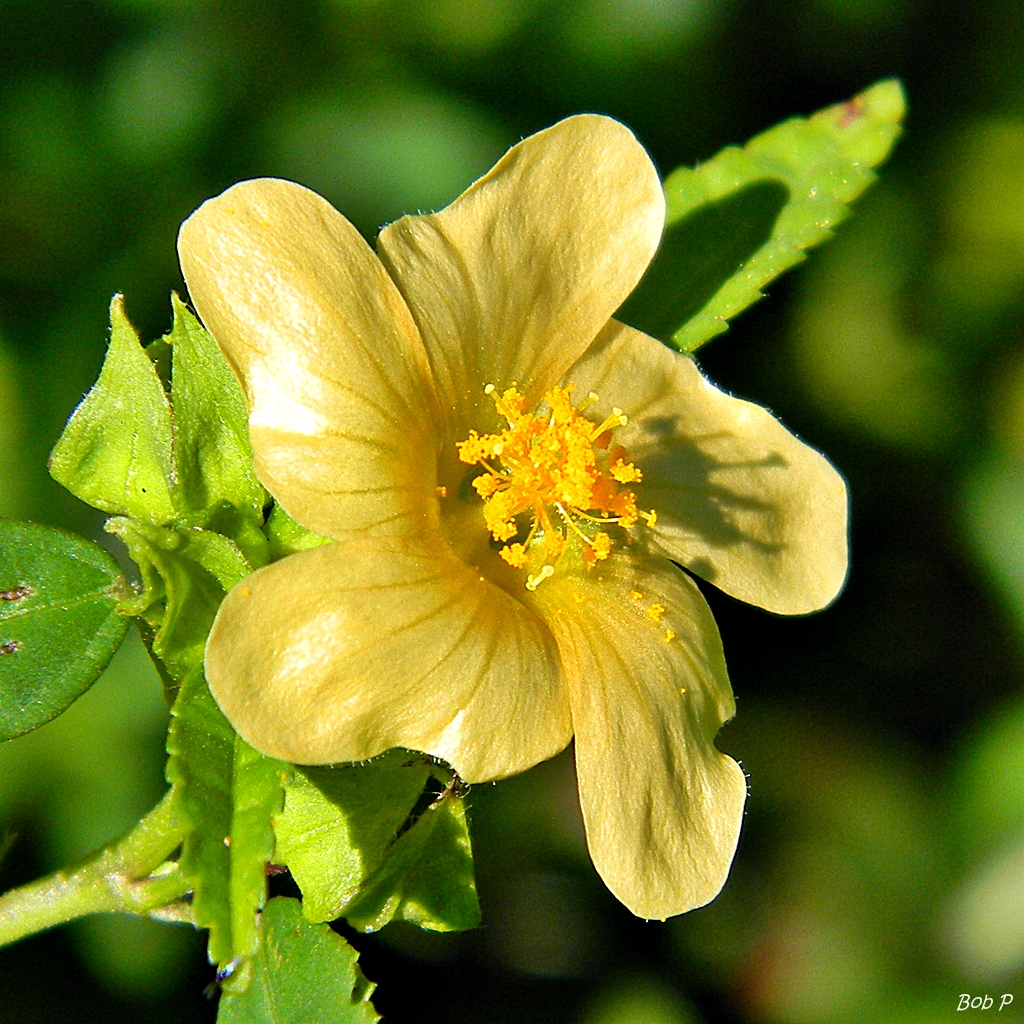
Flor

## Nombres comunes
Sida rhombifolia es conocida como escubilla, malva de escoba, malva prieta, malva de puerco o, en Argentina y Uruguay, afata.

## Descripción
Es una planta selvática de tipo sufrútice erecta, de 1 m de alto, con ramas ascendentes; tallos puberulentos con los tricomas estrellados y diminutos, apareciendo farináceos y hojas más o menos rómbicas, 2,5-9,0 cm de largo, serradas distalmente, agudas u obtusas en el ápice, finamente purulentas en ambas caras o glabrescentes en el haz; estípulas tubuladas, 5-6 mm de largo; pedicelos solitarios en las axilas y más o menos dispersos a lo largo del tallo, l-3 cm de largo; cáliz 5-6 mm de largo, 10- acostillado en la base, purulentos; corola 5-9 mm de largo, amarilla o amarillo- anaranjada. fiscos 4-5 mm de diámetro, glabros, carpidos 10-14, múticos o con dos espinas, Ia espina a veces única por falta de dehiscencia durante su desarrollo.

## Historia
Ampliamente distribuida como maleza tropical y subtropical de los hemisferios oriental y occidental. Crece en sabanas, al borde de carreteras, matorrales espesos, laderas y arbolados pantanosos (Robyns, 1965). Es una especie tan tropical que se ubica por debajo de los 2.000 msnm. Crece en todos los ambientes rurales, pero si se encuentra en bosques muy secos, como en La Guajira, prefiere la orilla y la sombra de los ríos. Es llamada maleza en Colombia. Se presenta en suelos ricos como Ia mayoría de las malváceas y de las moderales. En Colombia se encuentra de 0-200 msnm, en una gran variedad de suelos, desde fértiles hasta pobres y degradados. Esta maleza se encuentra en cultivos, terrenos baldíos, jardines, potreros, orillas de carreteras, zedas y cafetales.

## Etnobotánica
Paludismo, fiebre. Formas de uso: Para cuando se acerca el paludismo, decaimiento. Cuando viene muy enjugado, para resecar primero el cuerpo: dos libras de escobilla más dos libras de maka (Malachra rudlis), en un galón de agua, se agrega un poco de azúcar; se cocina por dos horas, se baja tapado, se enfría y al otro día toma por copas, tres tornas, antes de las comidas, si tiene tintura de ruibarbo, dos onzas; cuando ya se acerca el paludismo. Fiebres altas: se cogen cuatro matas y se calta bien caltado con la mano, se le echan limones y se le pone aguardiente de caña, si hay y si no se le pone orines y lo baña todo el cuerpo, lo tapa con una sábana y al cuarto de hora está sudando. Usos adicionales de tipo medicinal: Es emoliente, ulceraría tonifica, antidiarreico, útil contra afecciones del corazón y catarro pulmonar (Gámez & Rivera, 1987). Ayuda contra las enfermedades de los ovarios,también es usada por los chamé para lavarse el pelo, la ropa y fabricar escobas. Estos mismos autores señalaban que los colonos de la zona Chamé usan el emplasto sobre heridas para que coagule la sangre. Su raíz se emplea como anticrotálica, se prepara un suero contra el veneno de las serpientes de cáscabel y las arañas viuda negra (Fryxell, 1992). Otros usos: En Jalapa (México) la usan como droga sustituta de la marihuana (Fryxell, 1992). Puede llegar a ser tóxica debido a que se ha reportado presencia de algunos alcaloides (efedrina, saponinas, colina, entre otros).[cita requerida]

## Interacciones con otras especies
Sida rhombifolia es conocida por atraer mariposas tales como Heliopetes omrina y Burnsius orcus.

## Taxonomía
Sida rhombifolia fue descrita por Carolus Linnaeus y publicado en Species Plantarum 2: 684. 1753.

### Etimología
Sida: nombre genérico que fue adoptado por Carlos Linneo de los escritos de Teofrasto, que lo usaba para el nenúfar blanco europeo, Nymphaea alba.
rhombifolia: epíteto latíno que significa "hojas con forma de rombo".

### Sinonimia
- Diadesma rhombifolia (L.) Raf.

- Malva rhombifolia (L.) E.H.L. Krause
- Napaea rhombifolia (L.) Moench
- Sida adjusta Marais
- Sida adusta Marais
- Sida alba Cav.
- Sida compressa Wall.
- Sida hondensis Kunth
- Sida insularis Hatus.
- Sida pringlei Gand.
- Sida rhomboidea Roxb. ex Fleming
- Sida ruderata Macfad.
- Sida unicornis Marais[7]

## Nombres comunes
- ancoacha del Perú, limpión del Perú, malva de cochino (en Cuba), pichana del Peni, té de Canarias.[8]